# لاتفيا في الألعاب الأولمبية الصيفية 2016
نافست لاتفيا في دورة الألعاب الأولمبية الصيفية 2016 في ريو دي جانيرو، البرازيل، من 05-21 أغسطس 2016. وكان هذا الظهور السابع على التوالي في البلاد في دورة الألعاب في فترة ما بعد انهيار الاتحاد السوفيتي والظهور الحادي عشر في تاريخ الأولمبية الصيفية مع احتساب فترة الاتحاد السوفيتي.